# Le Cannet-des-Maures
 Le Cannet-des-Maures  (en occitano Lo Canet dei Mauras) es una población y comuna francesa, que se encuentra en la región de Provenza-Alpes-Costa Azul, departamento de Var, en el distrito de Draguignan y cantón de Le Luc.

## Demografía
| 1063 | 1435 | 1699 | 2320 | 3126 | 3478 |
| Para los censos de 1962 a 1999 la población legal corresponde a la población sin duplicidades (Fuente: INSEE [Consultar]) |      |      |      |      |      |